# Rok Roblek
Rok Roblek, slovenski agronom in politik; * 14. september 1989, Kranj.
Prihaja iz vasi Bašelj pri Preddvoru. Obiskoval je osnovno šolo Matije Valjavca v Preddvoru, ki jo je zaključil z osemletnim odličnim uspehom. Šolanje je nadaljeval na Gimnaziji Kranj in se vpisal na Biotehniško fakulteto smer agronomija. Študij je dokončal leta 2011 in pridobil izobrazbo univerzitetni diplomirani inženir agronomije. Študij je nadaljeval na podiplomskem študiju in leta 2018 pridobil naziv magister inženir agronomije. 
Od leta 2011 do 2014 je vodil Zvezo slovenske podeželske mladine, bil član Sveta za kmetijstvo in podeželje pri Ministrstvu za kmetijstvo, gozdarstvo in prehrano ter bil član Strokovnega odbora za socialno varnost, kmečko družino, kmetice in podeželsko mladino pri Kmetijsko gozdarski zbornici Slovenije. V letih 2012 do 2014 je bil voljeni član glavnega odbora Rural youth Europe. Leta 2014 je bil izvoljen na mesto občinskega svetnika Občine Preddvor. Leta 2016 se je vpisal na vzporedni magistrski študij managementa na Fakulteti za Management Koper. Po končanem prvostopenjskem študiju Agronomije se je leta 2014 kot višji svetovalec zaposlil na Ministrstvu za kmetijstvo, gozdarstvo in prehrano.
Leta 2018 je bil izvoljen za župana Občine Preddvor, ponovno tudi leta 2022.